# 폴 스카롱
폴 스카롱(Paul Scarron, 1610-1660)은 루이 13세 시대의 작가이다. 대표작은 <희극적 소설>(Le Roman Comique).

## 전기
귀족 집안에서 출생, 1643년에 작품활동을 개시. 40대에는 파리에 살롱을 열기도 했다.
생애에 지병으로 지독한 고생을 했으며 그 유명한 묘비명에서도 이러한 애환을 엿볼 수 있다.
Celui qui cy maintenant dort
여기 잠든 이 자는
Fit plus de pitié que d'envie,
선망보다는 동정을 샀으며
Et souffrit mille fois la mort
죽음을 천 번은 맛보다가
Avant que de perdre la vie.
목숨을 잃고 말았도다.
Passant, ne fais ici de bruit
지나가는 이여, 여기선 조용히 하게나
Garde bien que tu ne l'éveilles :
이 자를 깨우지 않도록 조심하기를
Car voici la première nuit
왜냐하면 이 밤은 처음으로
Que le pauvre Scarron sommeille.
가엾은 스카롱이 잠이루는 밤이기에.

## 작품
17세기 희극 및 뷔를레스크 사조를 대표하는 작가로서, 1643년의 <뷔를레스크 시구 모음>은 대유행을 일으킨다. 1644년에는 <르 티퐁>(Le Typhon)을, 1648-1652년에 걸쳐 베르길리우스의 <에네이드>의 풍자작인 <가면을 쓴 베르길리우스>를 출판한다.
희곡 집필도 하는 와중에 <희극적 소설>을 출간한다. 풍자적이고 직설적인 문체로 쓰여진 이 소설은 감성적이고 문어체의 당시의 소설계의 주류에 역행하는 것으로, 1651년에 1부가, 1657년에 2부가 출간되었으며, 3부는 미처 쓰지 못하고 작고하고 말았다.
스카롱의 희곡은 거의 전부가 스페인 희곡의 전범을 모방하고 있다.